# Bart Kaëll

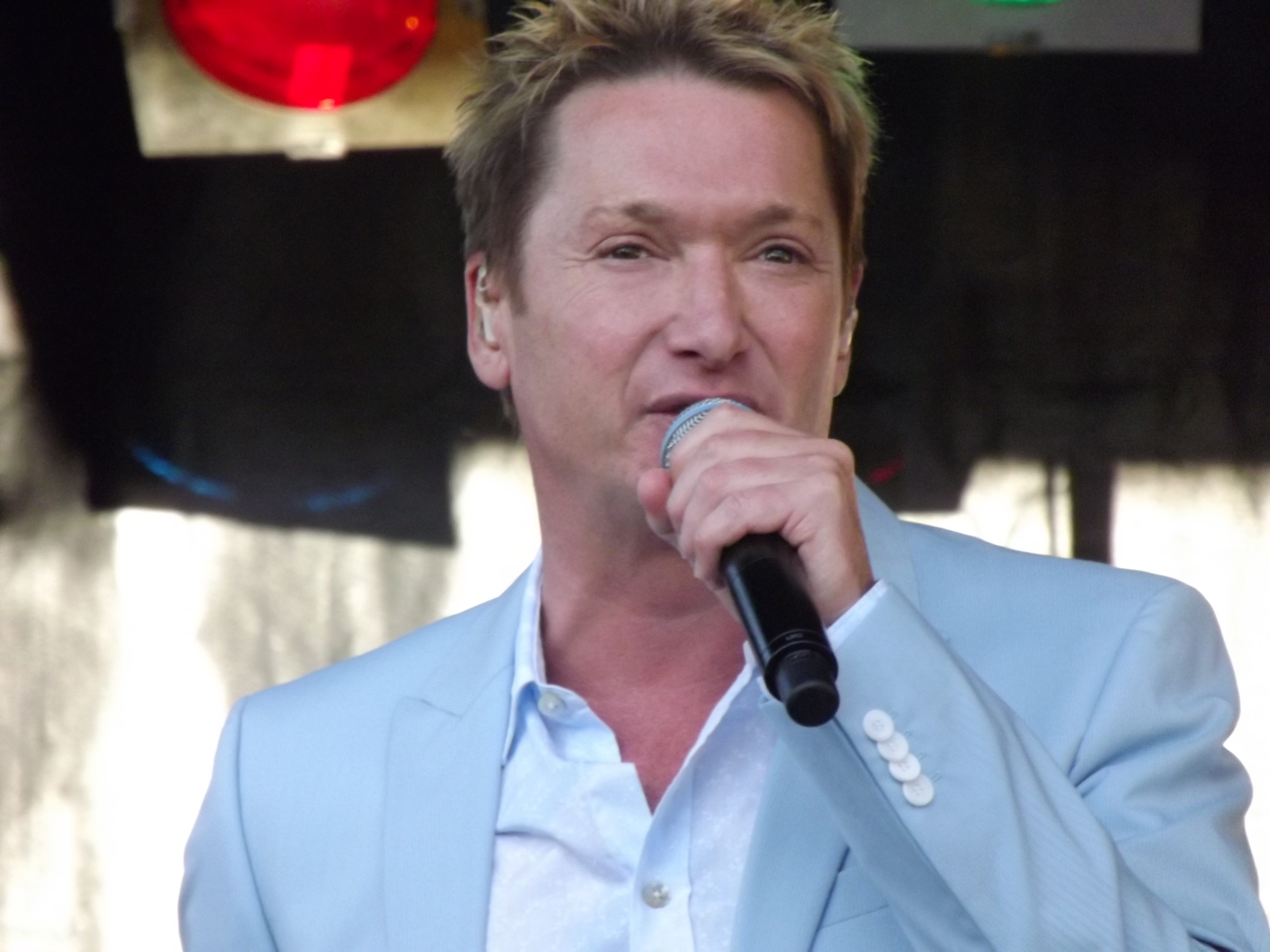
Bart Kaëll (2011)

Bart Kaëll (eigentlich Bart Gijselinck; * 2. August 1960 in Oudenaarde) ist ein belgischer Sänger.

## Leben
Bart Kaëll interessierte sich bereits früh für den Gesang. Auf der Staatlichen Musikschule von Oudenaarde lernte er Noten zu lesen und Gitarre zu spielen. Später studierte er am Herman Teirlinckinstituut in Antwerpen. Als Sänger trat er erstmals auf den im Sommer stattfindenden Küstenkonzerten Zomeraperitief der Nationale Loterij auf. Im Jahr 1982 nahm er an der TV-Sendung Baccarabeker teil. Im Gesangswettstreit flämischer Sänger gewann Bart Kaëll den Publikumspreis. Im selben Jahr trat Bart Kaëll erstmals unter seinem Künstlernamen auf.
Im Jahr 1983 nahm Bart Kaëll erstmals am belgischen Vorentscheid für den Eurovision Song Contest teil und wurde mit seinem Titel Symfonie Dritter. Vier Jahre später wurde er beim Vorentscheid mit seiner Single Carrousel Zweiter. Es folgten zahlreiche weitere Single-Veröffentlichungen, bis 1989 das Debütalbum Bart Kaëlls, Bart Kaëll erschien. Die Zusammenarbeit mit Roland Verlooven führte zu einer Reihe erfolgreicher Singles in Flandern, die teilweise Platinstatus erreichten. Im Jahr 1992 nahm er mit dem damals nur in Belgien als Popsänger bekannten Helmut Lotti das Duett Gek op haar auf, das 1992 auf Helmut Lottis Album Alles wat ik voel erschien.
Ab 1989 war Bart Kaëll auch als Moderator tätig. In Belgien präsentierte er Sendungen wie die Mini Playback Show, die Soundmixshow und ab 1994 das Glücksrad. Nach der Absetzung des Glücksrad 1997 wandte sich Bart Kaëll wieder der Musik zu. Es folgten zahlreiche Alben, von denen sich jedoch nur Dag & Nacht in den Charts platzieren konnte. Mit Lisa del Bo nahm er 1998 das Duett Eenzaam zonder jou auf, das Platz 19 der flämischen Charts erreichte. Die 2008 erschienene Single Dansen in Bahia erreichte Platz 6 der flämischen Charts und wurde so nach Zeil je voor het eerst im Jahr 1990, die Platz 2 der flämischen Charts erreicht hatte, zur bisher erfolgreichsten Single in Bart Kaëlls Karriere.
Kaëll, der sich nach jahrelangen Gerüchten im Juni 2010 als homosexuell outete, ist mit Fernsehmoderator Luc Appermont (* 1949) verheiratet.

## Diskografie

### Alben
| Jahr | Titel                                   | Höchstplatzierung, Gesamtwochen, AuszeichnungChartsChartplatzierungen (Jahr, Titel, Platzierungen, Wochen, Auszeichnungen, Anmerkungen) | Anmerkungen                                                               |
| Jahr | Titel                                   | BEF | Anmerkungen                                                               |
| ---- | --------------------------------------- | --- | ------------------------------------------------------------------------- |
| 1995 | Nooit meer alleen                       | BEF23 (3 Wo.)BEF | Erstveröffentlichung: 27. März 1995                                       |
| 1997 | Dag & nacht                             | BEF29 (3 Wo.)BEF | Erstveröffentlichung: 8. September 1997                                   |
| 2001 | Costa romantica                         | BEF28 (5 Wo.)BEF | Erstveröffentlichung: März 2001 mit Vanessa Chinitor als "Bart & Vanessa" |
| 2008 | Het beste van Bart Kaëll - 25 jaar hits | BEF10 (10 Wo.)BEF | Erstveröffentlichung: 22. August 2008                                     |
| 2011 | Hallo, hier ben ik!                     | BEF25 (9 Wo.)BEF | Erstveröffentlichung: 15. April 2011                                      |
| 2013 | 30                                      | BEF15 (29 Wo.)BEF | Erstveröffentlichung: 24. Mai 2013                                        |
| 2017 | In ’t nieuw                             | BEF7 (14 Wo.)BEF | Erstveröffentlichung: 17. März 2017                                       |
| 2019 | Onwaarschijnlijk mooi                   | BEF7 (10 Wo.)BEF | Erstveröffentlichung: 7. Juni 2019                                        |
| 2023 | 40 jaar hits!                           | BEF6 (17 Wo.)BEF | Erstveröffentlichung: 28. Juli 2023                                       |
| 2023 | Mijn geheim … zit binnenin              | BEF42 (1 Wo.)BEF | Erstveröffentlichung: 28. Juli 2023                                       |

Weitere Alben
- 1989: Bart Kaëll
- 1990: Amor Amor
- 1990: Mini Playback
- 1991: Gewoon omdat ik van je hou
- 1992: Bart Kaëll in kleur
- 1993: Dicht bij jou
- 1994: Het beste van Bart Kaëll
- 1998: Noord en zuid
- 1998: Face to Face
- 1999: 15 jaar Bart Kaëll

### Singles (Auswahl)
| Jahr | Titel Album                                             | Höchstplatzierung, Gesamtwochen, AuszeichnungChartsChartplatzierungen (Jahr, Titel, Album, Platzierungen, Wochen, Auszeichnungen, Anmerkungen) | Anmerkungen                                           |
| Jahr | Titel Album                                             | BEF | Anmerkungen                                           |
| ---- | ------------------------------------------------------- | --- | ----------------------------------------------------- |
| 1995 | Ik laat je nooit meer alleen Nooit meer alleen          | BEF48 (1 Wo.)BEF | Erstveröffentlichung: März 1995                       |
| 1995 | Prinses Nooit meer alleen                               | BEF33 (8 Wo.)BEF | Erstveröffentlichung: Mai 1995                        |
| 1995 | Een, twee, drie Nooit meer alleen                       | BEF32 (4 Wo.)BEF | Erstveröffentlichung: August 1995                     |
| 1996 | Heb jij een vuurtje voor mij? Dag & nacht               | BEF32 (8 Wo.)BEF | Erstveröffentlichung: Mai 1996                        |
| 1996 | De eerste dag –                                         | BEF23 (5 Wo.)BEF | Erstveröffentlichung: August 1996                     |
| 1996 | Ik vlieg Dag & nacht                                    | BEF19 (10 Wo.)BEF | Erstveröffentlichung: 8. November 1996                |
| 1997 | Lili Marleen Dag & nacht                                | BEF33 (5 Wo.)BEF | Erstveröffentlichung: März 1997                       |
| 1997 | Stapelgek op jou Dag & nacht                            | BEF35 (5 Wo.)BEF | Erstveröffentlichung: Mai 1997                        |
| 1997 | Een nieuw begin Dag & nacht                             | BEF47 (2 Wo.)BEF | Erstveröffentlichung: 15. August 1997                 |
| 1998 | Eenzaam zonder jou Dag & nacht                          | BEF19 (16 Wo.)BEF | Erstveröffentlichung: 16. Januar 1998 mit Lisa del Bo |
| 1998 | ’k Heb je lief –                                        | BEF47 (1 Wo.)BEF |                                                       |
| 2002 | Beetje bij beetje... –                                  | BEF34 (5 Wo.)BEF | Erstveröffentlichung: 24. Juni 2002                   |
| 2003 | Wij gaan op jacht! –                                    | BEF35 (4 Wo.)BEF | Erstveröffentlichung: 20. Juni 2003                   |
| 2006 | ’t Is volle maan vannacht –                             | BEF27 (7 Wo.)BEF |                                                       |
| 2008 | Dansen in Bahia Het beste van Bart Kaëll - 25 jaar hits | BEF6 (8 Wo.)BEF | Erstveröffentlichung: 4. Juli 2008                    |
| 2009 | Donder en bliksem Hallo, hier ben ik!                   | BEF29 (7 Wo.)BEF | Erstveröffentlichung: 20. Juli 2009                   |
| 2010 | Hallo goeie morgen! Hallo, hier ben ik!                 | BEF30 (5 Wo.)BEF | Erstveröffentlichung: 11. Juni 2010                   |
| 2010 | Mee met de wind Hallo, hier ben ik!                     | BEF50 (1 Wo.)BEF | Erstveröffentlichung: 15. Oktober 2010                |
| 2011 | Elke dag een beetje mooier Hallo, hier ben ik!          | BEF39 (4 Wo.)BEF | Erstveröffentlichung: 4. Februar 2011                 |
| 2012 | Kap’tein 30                                             | BEF40 (4 Wo.)BEF | Erstveröffentlichung: 20. April 2012                  |
| 2012 | Dromendans 30                                           | BEF48 (2 Wo.)BEF | Erstveröffentlichung: 17. September 2012              |
| 2020 | Chachacha –                                             | BEF46 (3 Wo.)BEF | Erstveröffentlichung: 17. Juli 2020                   |
| 2023 | Wat is jouw geheim Mijn geheim … zit binnenin           | BEF44 (5 Wo.)BEF | Erstveröffentlichung: 12. Mai 2023                    |

Weitere Singles
- 1983: Symphonie
- 1986: La Mamadora
- 1987: Carrousel
- 1989: De Marie-Louise
- 1989: Duizend terrassen in Rome
- 1990: Zeil je voor het eerst
- 2002: Beetje bij beetje
- 2011: Beetje gek
- 2012: Onder de blauwe lucht van Parijs (mit Mieke Kaëll)
- 2013: Onder de blote hemel
- 2013: Met z’n tweetjes
- 2013: Zondagmorgen
- 2014: ’T is te vroeg
- 2014: Het is feest!
- 2015: Zeg hallo
- 2015: Omdat ik Vlaming ben (mit Garry Hagger, De Romeo’s & Willy Sommers)
- 2015: Chez Laurette
- 2016: C’est si bon
- 2017: Ik kan het niet geloven